# 紀元前346年
紀元前346年（きげんぜん346ねん）は、ローマ暦の年である。
当時は、「コルウスとウィソルスが共和政ローマ執政官に就任した年」として知られていた（もしくは、それほど使われてはいないが、ローマ建国紀元410年）。紀年法として西暦（キリスト紀元）がヨーロッパで広く普及した中世時代初期以降、この年は紀元前346年と表記されるのが一般的となった。

## 他の紀年法
- 干支 : 乙亥
- 日本
  - 皇紀315年
  - 孝安天皇47年
- 中国
  - 周 - 顕王23年
  - 秦 - 孝公16年
  - 楚 - 宣王24年
  - 斉 - 威王11年
  - 燕 - 文公16年
  - 趙 - 粛侯4年
  - 魏 - 恵王24年
  - 韓 - 昭侯17年
- 朝鮮
  - 檀紀1988年
- ベトナム :
- 仏滅紀元 : 199年
- ユダヤ暦 :

## できごと

### ギリシア
- マケドニアとアテナイの間でフィロクラテスの和約（英語版）が署名される。 文書は現状に戻すことを是認していたが、マケドニアのピリッポス2世は神聖戦争を始めるためフォキスを罰する権利を有していた。
- アテナイの政治家デモステネスとティマルクスは、アイスキネスがアテナイ人とマケドニアのギリシアへの拡張とを調停しようと図った後、反逆罪によりを処刑する準備をする。エウブロス（英語版）はアテナイ問題への影響力を失う。
- デモステネスは、フィロクラテスの和約期間を非難するにもかかわらず、名誉に値せねばならないと論じる。
- フィロクラテスの和約の終了に伴い、ピリッポス2世の軍がテルモピュレの道を抜けて動き、フォキスを征服する。アテナイは、フォキス人に何の支援もしようとしなかった。

### シチリア
- ディオニュシオス2世がシラクサで權力を回復する。

### 中国
- 斉が大夫の牟辛を殺す。
- 衛は自ら貶めて侯爵となり、三晋に臣服する。

## 死去
- 康公、魯の君主